# Llista de topònims de Fullà
Llista de topònims (noms propis de lloc) de Fullà (Conflent).
Informació actualitzada per un bot. Els canvis manuals es perdran quan s'actualitzi!

## dolmen
| imatge | Nom                                    | Ubicat a                   | instància de | Detalls | coordenades                                                                  | Protecció | Commons (més fotos)  | Dades a WD                    |
| ------ | -------------------------------------- | -------------------------- | ------------ | ------- | ---------------------------------------------------------------------------- | --------- | -------------------- | ----------------------------- |
|        | Dòlmens de la Serra de Santa Eulàlia   | Fullà                      | dolmen       |         | 42° 34′ 06″ N, 2° 20′ 47″ E / 42.568361111111°N,2.3465°E 706 msnm            |           |                      | Modifica les dades a Wikidata |
|        | Dòlmens del Pla d'Arques               | Escaró Fullà               | dolmen       |         | 42° 32′ 32″ N, 2° 20′ 23″ E / 42.54236111°N,2.33969444°E 929 msnm            |           |                      | Modifica les dades a Wikidata |
|        | dolmen de Cobartorat                   | Cornellà de Conflent Fullà | dolmen       |         | 42° 34′ 04″ N, 2° 22′ 00″ E / 42.567694444444°N,2.3666388888889°E 626.2 msnm |           | Dolmen de Coberturat | Modifica les dades a Wikidata |
|        | dolmen de la Serra de Santa Eulàlia II | Fullà                      | dolmen       |         | 42° 33′ 56″ N, 2° 20′ 47″ E / 42.565694444444°N,2.3465°E                     |           |                      | Modifica les dades a Wikidata |
|        | dolmen del Pla d'Arques I              | Fullà                      | dolmen       |         | 42° 32′ 32″ N, 2° 20′ 23″ E / 42.542361111111°N,2.3396944444444°E            |           |                      | Modifica les dades a Wikidata |
|        | dolmen del Pla d'Arques II             | Fullà                      | dolmen       |         | 42° 32′ 47″ N, 2° 20′ 36″ E / 42.546333333333°N,2.3433055555556°E            |           |                      | Modifica les dades a Wikidata |

## església
| imatge | Nom                             | Ubicat a | instància de                     | Detalls                                                                                        | coordenades                                                    | Protecció                   | Commons (més fotos)                  | Dades a WD                    |
| ------ | ------------------------------- | -------- | -------------------------------- | ---------------------------------------------------------------------------------------------- | -------------------------------------------------------------- | --------------------------- | ------------------------------------ | ----------------------------- |
|        | Nostra Senyora de Vida de Fullà | Fullà    | església                         |                                                                                                | 42° 34′ 33″ N, 2° 21′ 12″ E / 42.575854°N,2.35345°E            |                             |                                      | Modifica les dades a Wikidata |
|        | Sant Joan de Fullà              | Fullà    | església Ús: església            | Estil: arquitectura romànica 12nd century Anomenat per: Joan Baptista Dedicat a: Joan Baptista | 42° 33′ 21″ N, 2° 21′ 55″ E / 42.55595°N,2.36533°E 563.8 msnm  |                             | Église Saint-Jean-Baptiste de Fuilla | Modifica les dades a Wikidata |
|        | Sant Pere de la Roca            | Fullà    | església                         | Estil: arquitectura romànica                                                                   | 42° 35′ 09″ N, 2° 21′ 13″ E / 42.58577°N,2.353561°E 693.9 msnm |                             |                                      | Modifica les dades a Wikidata |
|        | Santa Eulàlia de Fullà          | Fullà    | església Ús: església parroquial | Estil: arquitectura romànica 1031 Dedicat a: Eulàlia de Mèrida                                 | 42° 34′ 03″ N, 2° 21′ 26″ E / 42.5676°N,2.35728°E 519.7 msnm   | monument històric catalogat | Église Sainte-Eulalie de Fuilla      | Modifica les dades a Wikidata |

## port de muntanya
| imatge | Nom              | Ubicat a                   | instància de     | Detalls | coordenades                                                     | Protecció | Commons (més fotos) | Dades a WD                    |
| ------ | ---------------- | -------------------------- | ---------------- | ------- | --------------------------------------------------------------- | --------- | ------------------- | ----------------------------- |
|        | Coll Basset      | Fullà Serdinyà             | port de muntanya |         | 42° 32′ 55″ N, 2° 20′ 36″ E / 42.548561°N,2.343394°E 854.6 msnm |           |                     | Modifica les dades a Wikidata |
|        | Coll de Fins     | Escaró Fullà Saorra        | port de muntanya |         | 42° 32′ 22″ N, 2° 20′ 20″ E / 42.539558°N,2.338989°E 896.5 msnm |           |                     | Modifica les dades a Wikidata |
|        | Coll de Saorra   | Fullà Saorra Vernet        | port de muntanya |         | 42° 32′ 45″ N, 2° 22′ 20″ E / 42.545864°N,2.372361°E 780.1 msnm |           |                     | Modifica les dades a Wikidata |
|        | Coll de la Serra | Cornellà de Conflent Fullà | port de muntanya |         | 42° 34′ 04″ N, 2° 22′ 00″ E / 42.567806°N,2.366558°E 626.4 msnm |           |                     | Modifica les dades a Wikidata |

## riu
| imatge | Nom   | Ubicat a                    | instància de | Detalls                                                   | coordenades | Protecció | Commons (més fotos) | Dades a WD                    |
| ------ | ----- | --------------------------- | ------------ | --------------------------------------------------------- | --- | --------- | ------------------- | ----------------------------- |
|        | Rotjà | Pi de Conflent Saorra Fullà | riu          | Desemboca: Tet Llarg: 23km                                | 42° 25′ 53″ N, 2° 20′ 07″ E / 42.43148333333333°N,2.335386111111111°E 42° 34′ 59″ N, 2° 21′ 19″ E / 42.58317777777778°N,2.355138888888889°E |           |                     | Modifica les dades a Wikidata |
|        | Tet   | Pirineus Orientals          | riu          | Desemboca: mar Mediterrània Llarg: 115.8km Conca: 1369km² | 42° 42′ 48″ N, 3° 02′ 23″ E / 42.713333333333°N,3.0397222222222°E                                                                           |           | Têt                 | Modifica les dades a Wikidata |

## Misc
| imatge | Nom                                    | Ubicat a                     | instància de                                   | Detalls                                         | coordenades                                                                       | Protecció                   | Commons (més fotos)                     | Dades a WD                    |
| ------ | -------------------------------------- | ---------------------------- | ---------------------------------------------- | ----------------------------------------------- | --------------------------------------------------------------------------------- | --------------------------- | --------------------------------------- | ----------------------------- |
|        | Estació de Vilafranca de Conflent      | Fullà                        | estació de ferrocarril estació de canvi de via |                                                 | 42° 35′ 30″ N, 2° 22′ 11″ E / 42.591638888889°N,2.3698055555556°E 427 msnm        |                             | Gare de Villefranche - Vernet-les-Bains | Modifica les dades a Wikidata |
|        | Fort Libèria                           | Vilafranca de Conflent Fullà | fort                                           | Arquitecte: Sébastien Le Prestre de Vauban 1681 | 42° 35′ 24″ N, 2° 21′ 53″ E / 42.5899°N,2.3647°E                                  | monument històric catalogat | Fort Libéria                            | Modifica les dades a Wikidata |
|        | La Volella                             | Fullà                        | castell                                        |                                                 | 42° 34′ 03″ N, 2° 21′ 26″ E / 42.5675°N,2.35722222°E                              |                             |                                         | Modifica les dades a Wikidata |
|        | Roc de Campanyà                        | Fullà                        | muntanya                                       |                                                 | 42° 35′ 09″ N, 2° 20′ 34″ E / 42.585881°N,2.342717°E 1194.3 msnm                  |                             |                                         | Modifica les dades a Wikidata |
|        | Sant Bartomeu de la Bulella            | Fullà                        | capella                                        |                                                 | 42° 33′ 12″ N, 2° 21′ 54″ E / 42.553274°N,2.364876°E 576.4 msnm                   |                             |                                         | Modifica les dades a Wikidata |
|        | casa de la vila de Fullà               | Fullà                        | instal·lació Ús: seu del govern local          |                                                 | 42° 33′ 58″ N, 2° 21′ 37″ E / 42.56615000943°N,2.36041034133859°E fr:66820 FUILLA |                             | Town hall of Fuilla                     | Modifica les dades a Wikidata |
|        | cementiri de Fullà d’Avall             | Fullà                        | cementiri                                      |                                                 | 42° 34′ 01″ N, 2° 21′ 20″ E / 42.567°N,2.3555°E                                   |                             |                                         | Modifica les dades a Wikidata |
|        | monument funerària de Jaubert de Fullà | Fullà                        | tomba                                          |                                                 | Sant Joan de Fullà                                                                | monument històric catalogat |                                         | Modifica les dades a Wikidata |